# Eduard Kaiser (Industrieller)
Eduard Kaiser (* 4. Januar 1855 in Witten; † 27. Juni 1911 in Braunfels) war ein deutscher Montanindustrieller und von 1901 bis 1911 Alleinvorstand der Buderus AG.

## Leben und Wirken
Kaiser absolvierte seine kaufmännische Ausbildung an der Zeche Elisabeth. Im Jahre 1885 wurde er Bergwerksdirektor der Zeche Piesberg in Osnabrück und sorgte für den Verkauf des Bergwerks an den Georgs-Marien-Bergwerks- und Hüttenverein. 1895 wurde er Vorstandsmitglied der Buderus’schen Eisenwerke in Wetzlar sowie ab 1896 deren Generaldirektor. Kaiser sanierte und modernisierte Buderus entscheidend und leitete von 1901 bis zu seinem Tod das Unternehmen.
Eduard Kaiser war darüber hinaus Gründer und ab dem 12. Oktober 1900 bis zu seinem Tod erster Präsident der Industrie- und Handelskammer zu Wetzlar. Er war Stadtverordneter in Wetzlar und Mitglied des Kreistags im Landkreis Wetzlar.
Eduard Kaiser war evangelisch und hatte 1886 Emilie Helling geheiratet. Aus der Ehe gingen zwei Töchter hervor. In der Wetzlarer Kernstadt ist die Eduard-Kaiser-Straße nach ihm benannt.